# Joseph Bernard
Joseph Antoine Bernard (Vienne, 18 januari 1866 – Boulogne-Billancourt, 7 januari 1931) was een Franse beeldhouwer.

## Leven en werk
Bernard werd als zoon van een steenhouwer geboren in de stad Vienne in het departement Isère. Hij studeerde van 1881 tot 1886 aan de École des Beaux Arts in Lyon. Zijn eerste werken toonden de invloed van Auguste Rodin, maar na 1900 ging hij en taille directe werken, waarbij hij zich door beeldhouwers als Amedeo Modigliani en Constantin Brâncuşi liet inspireren. Hij exposeerde van 1892 tot 1900 gedurende de Salon de la Société des Artistes Français en in 1901 tijdens de Salon de la Société National des Beaux-Arts. Hij stelde zijn werk niet tentoon van 1901 tot 1908, maar vanaf 1910 weer geregeld tijdens de Salon d'Automne. Naast het monument voor Michael Servet in Vienne is een van zijn grotere werken het marmeren reliëf La Danse (tussen 1911 en 1913) van het Musée d'Orsay in Parijs. Zijn meest bekende werk was het onder meerdere namen bekendstaande Jeune fille à la cruche (ook wel Porteuse d'eau of Jeune fille portant l'eau). In 1914 exposeerde Bernard bij Galerie Les Arts in Parijs niet minder dan tachtig sculpturen, waarmee zijn naam gevestigd leek. Zijn studio verhuisde in 1921 eerst van de Impasse Ronsin (waar Brâncuşi later woonde) naar de Cité Falguière (waar Modigliani en Chaïm Soutine zijn buren waren) en in 1923 woonde en werkte hij in zijn atelierwoning aan de Avenue Robert Schuman 24 in Boulogne-Billancourt.
Na zijn dood in 1931 werd in 1932 een grote overzichtstentoonstelling georganiseerd in het Musée de l'Orangerie.

## Werken (selectie)
- Salomé (1906), Fondation de Coubertin in Saint-Rémy-lès-Chevreuse
- Reliëf La Fête des pampes (quatre bacchantes) (1906),
- L'Effort vers la nature (1906/07), Musée d'Orsay in Parijs
- Monument à Michel Servet[2] (1908) in Vienne
- Chants immortel (1908), Fondation de Coubertin
- Jeune fille à la cruche of Porteuse d'eau (1908), Musée d'Orsay in Parijs, Musée des Beaux-Arts in Lyon en Trammell Crow Center Sculpture Garden in Dallas (Texas)
- Chanteuse (1910), Fondation de Coubertin
- Reliëf La Danse (1911/13), Musée d'Orsay in Parijs
- Jeune fille se coiffant (1912)
- Jeune bacchante of Jeune faunesse (1912/1919), Musée d'Orsay in Parijs
- Buste Serenité
- Grande bacchante (1912/19), Musée d'Orsay in Parijs
- La Tendresse (1924), Fondation de Coubertin
- Femme à l'enfant (1913/25), Musée d'Orsay in Parijs, het Openluchtmuseum voor beeldhouwkunst Middelheim in Antwerpen en Trammell Crow Center Sculpture Garden in Dallas (Texas)
- Faune dansant (1927), Musée des Beaux-Arts in Lyon
- Reliëf Danseuses aux cymbales (1913/29), Musée d'Orsay in Parijs

## Fotogalerij

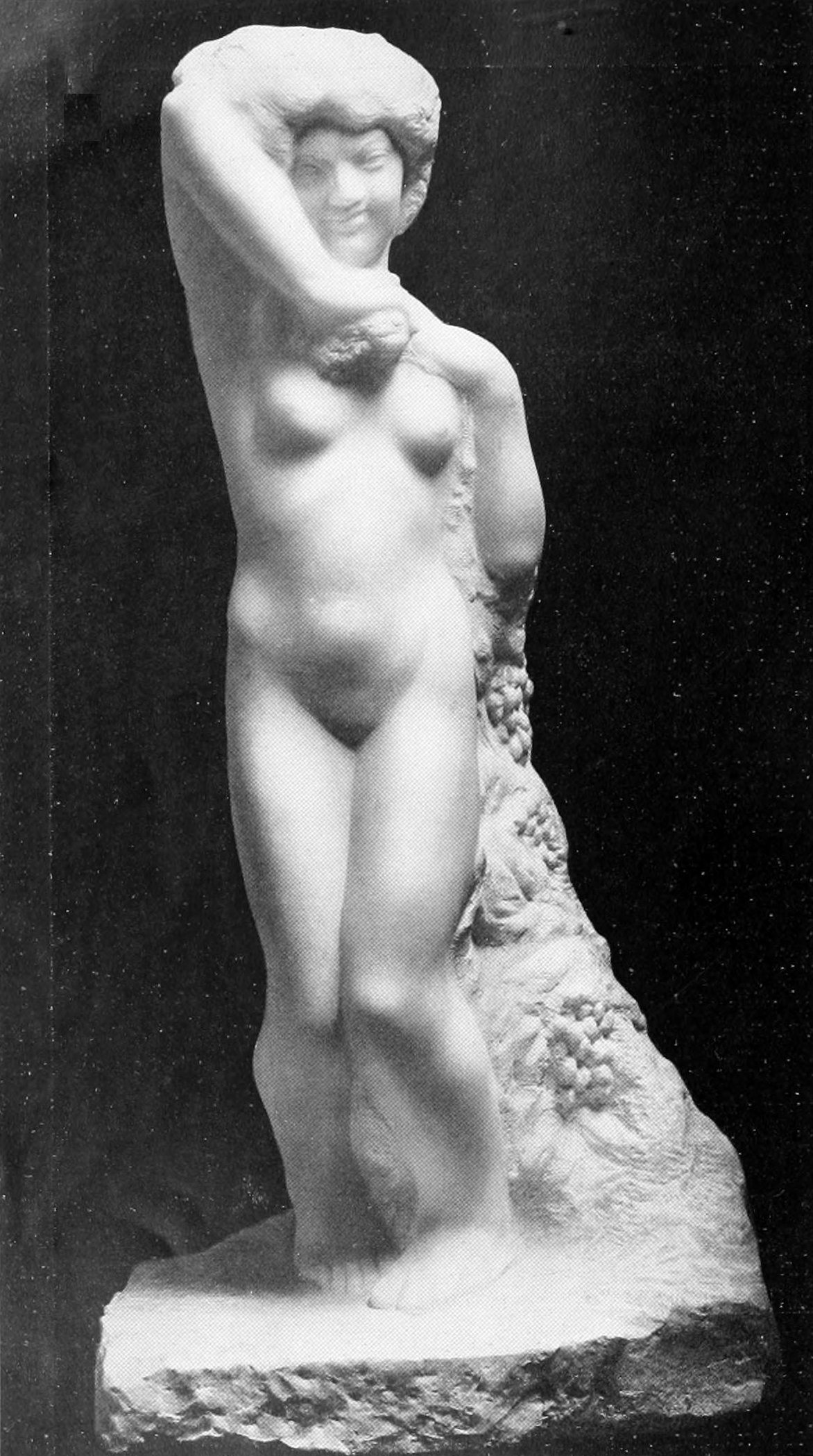
Jeune faunesse, Parijs
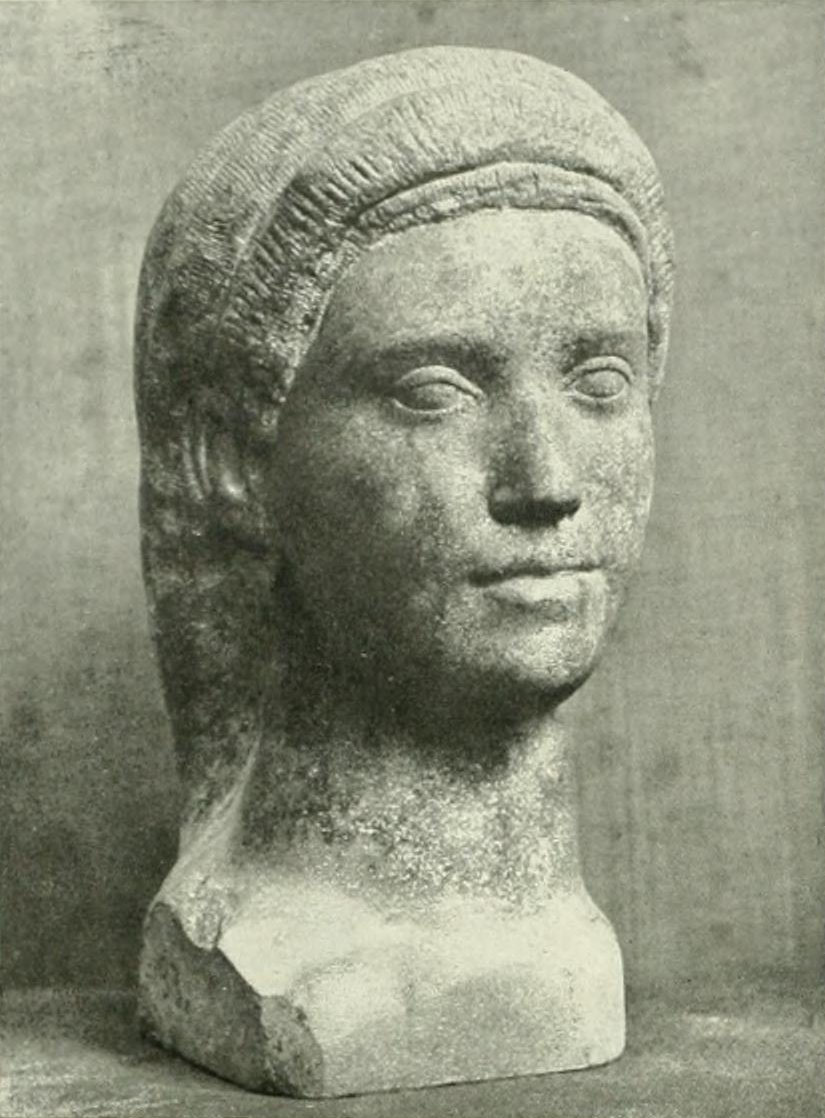
Buste Serenité, Parijs
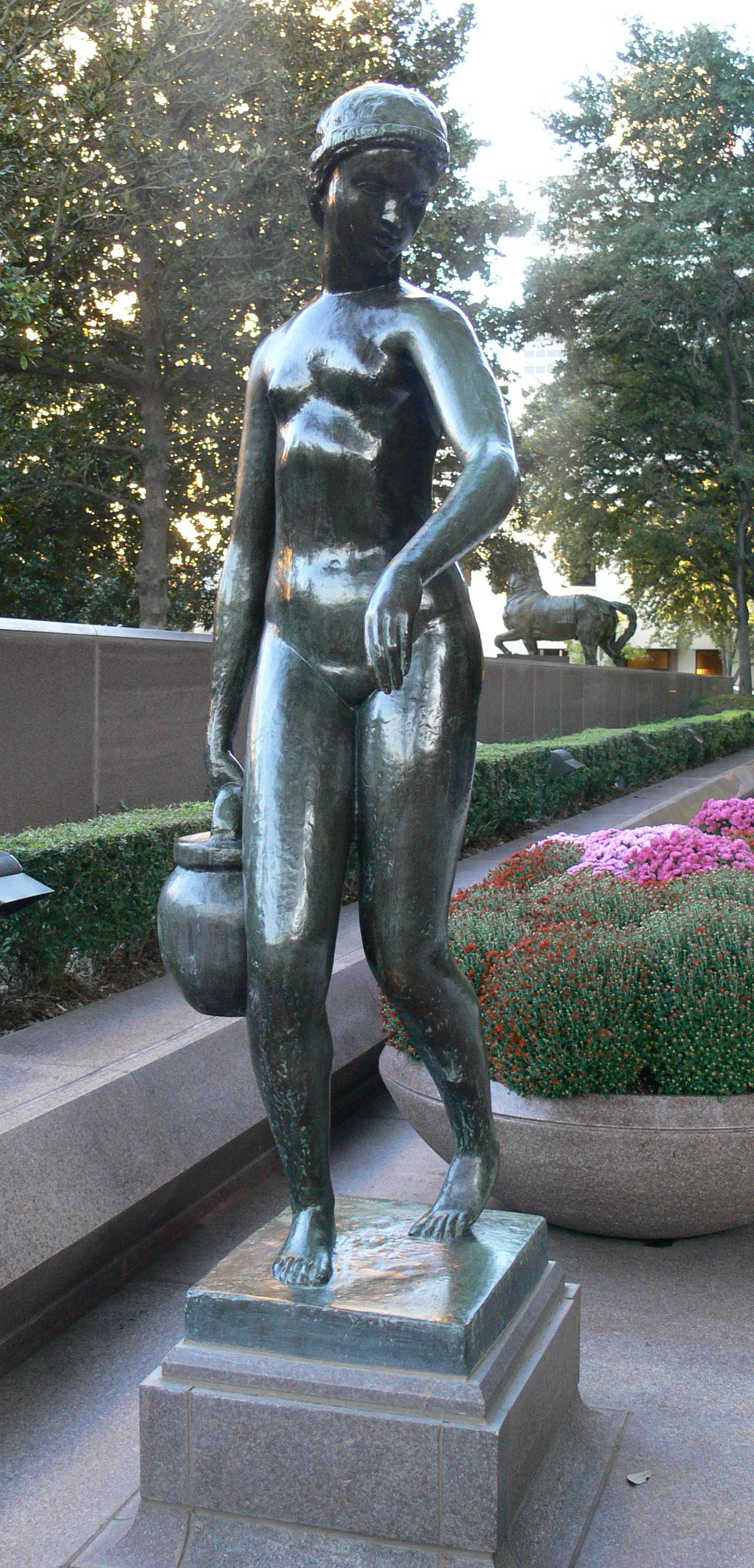
Jeune fille portant d'eau, Dallas
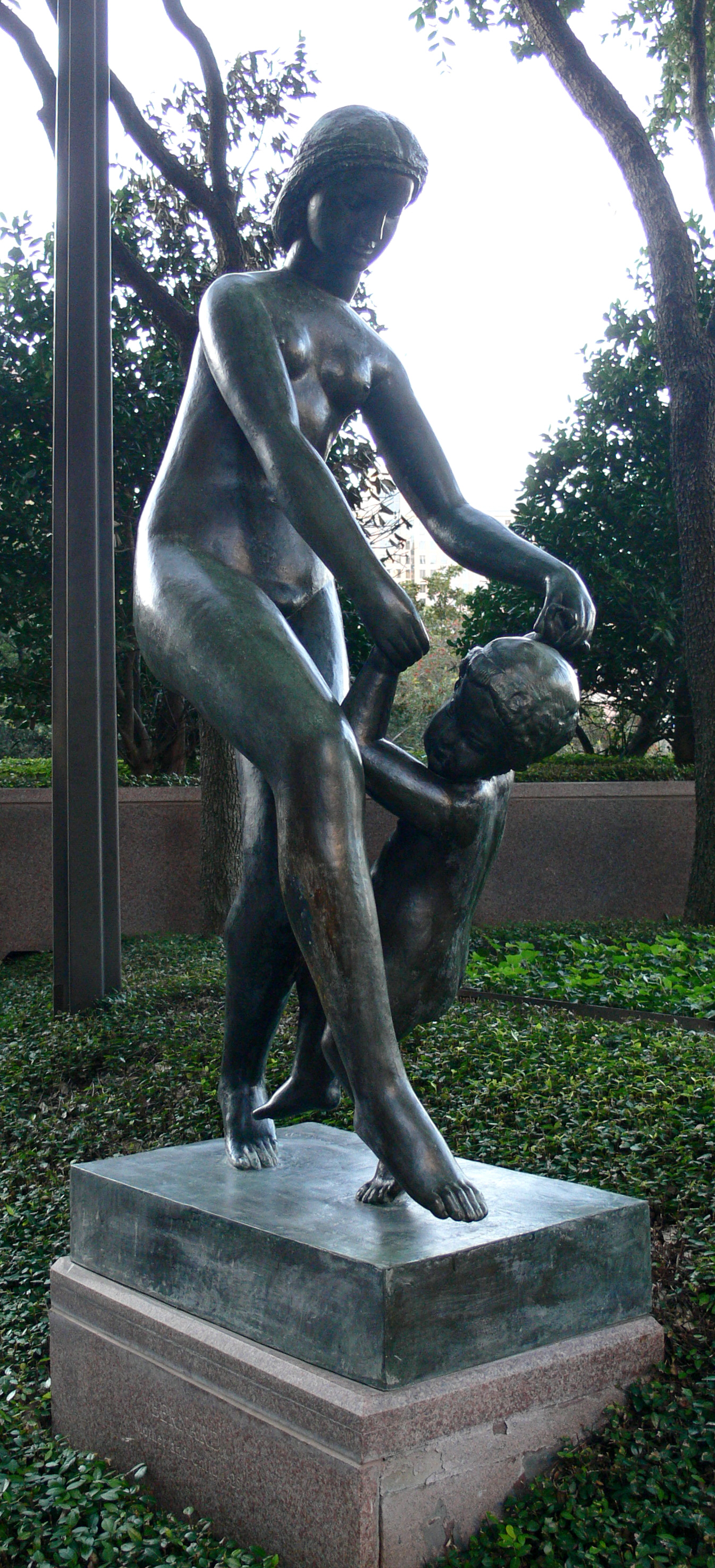
Femme à l'enfant, Dallas
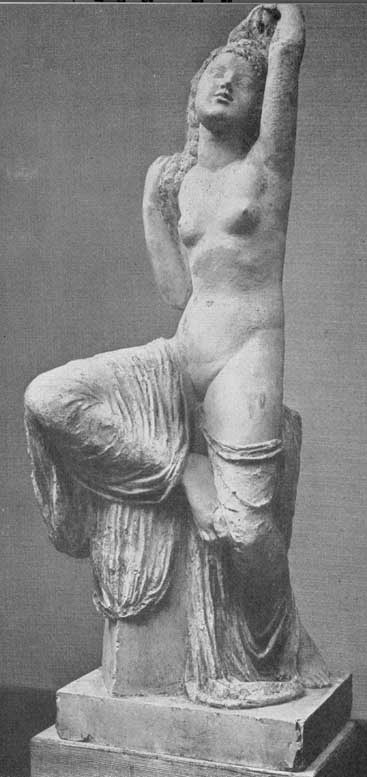
Jeune fille se coiffant (1912)